# 枫糖
枫糖是由枫树木質部汁液制成的糖浆，通常与烤薄饼、华夫饼、燕麦片、法国吐司或糊一起食用，有时也会在烤面包时作为甜味剂加入。
在众多枫树种中，糖枫、红枫和黑枫是最常用的原材料，其它种类的枫树亦有少量使用。在寒冷的季节，枫树在树干和根部储存大量淀粉，这些淀粉在春天被转化为糖类储存在树干汁液中。制糖人在枫树树干上凿洞，枫树汁便会沿着洞口流出。制糖人将收集到的汁液加热，蒸发掉大部分水分后即得到浓缩的糖浆。
北美原住民最早发明了枫糖制作技术，随后到来的欧洲殖民者学习到这种技术并加以改进。现今加拿大魁北克省是全球最大的枫糖浆产地，产量占世界总产量的75%。加拿大每年出口的糖浆价值超过1亿4千万加元。佛蒙特州是美国最大的糖浆产地，产量约占世界总产量的5.5%。加拿大和美国的枫糖评级体系不同。在加拿大，含糖量不低于66%并且完全由糖枫生产的糖浆才可称为枫糖。但在美国，只要主要由枫树生产的糖浆就可被称为枫糖。

## 来源

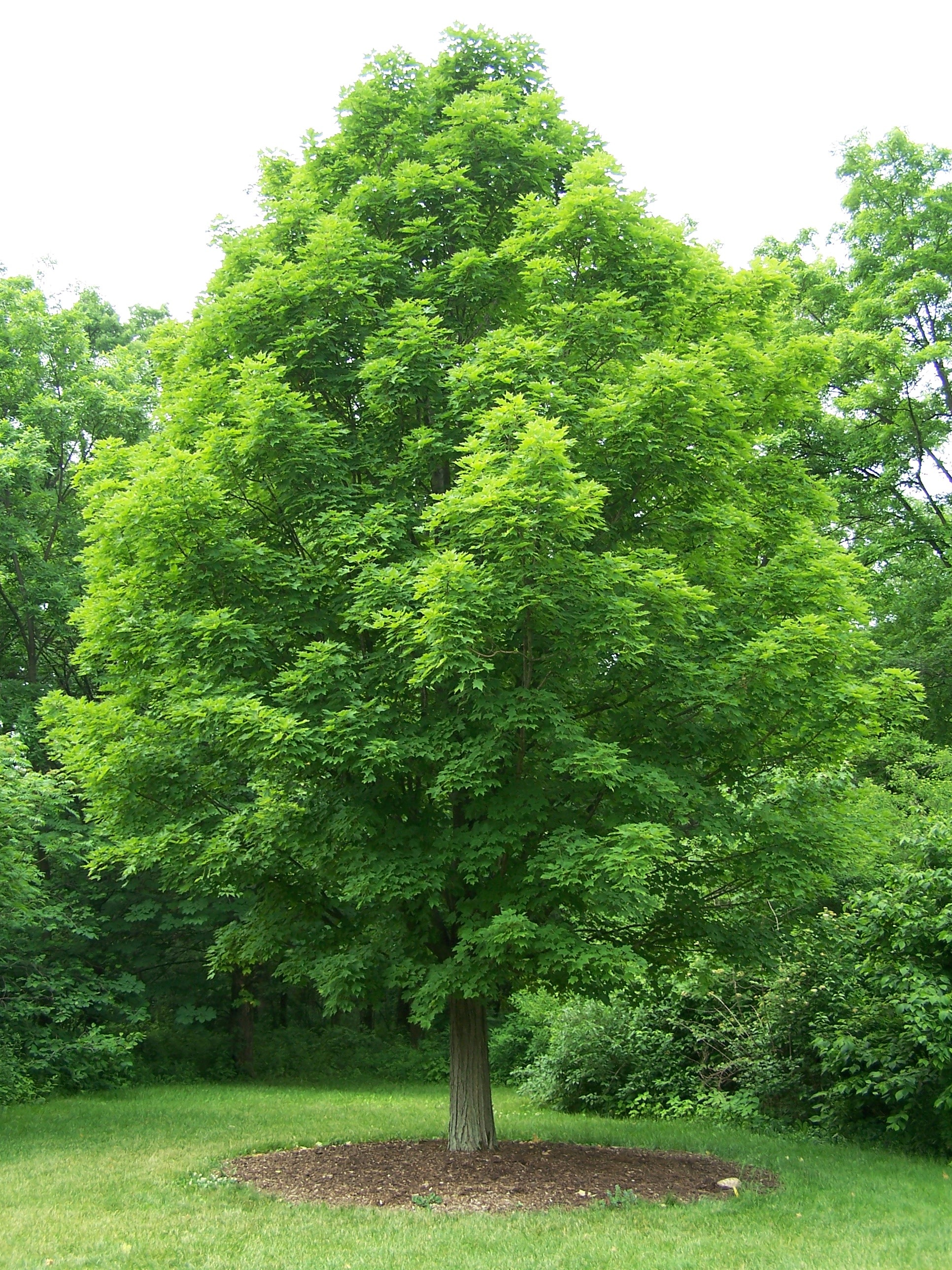
一株糖枫树

## 历史

### 原住民制作的枫糖

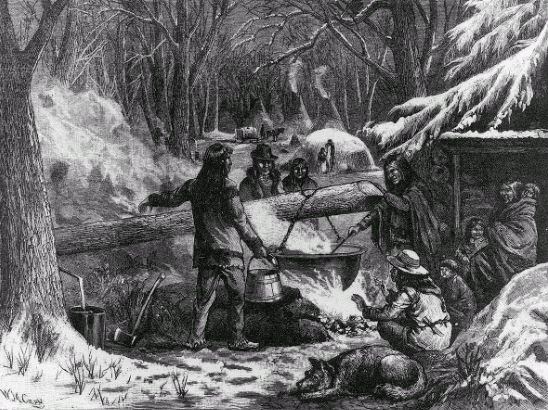
一幅描绘印地安人制作枫糖浆的画

居住在北美东北部的原住民部落是已知的第一个制作枫糖的部落。原住民的口头传说和考古发现证明在欧洲人抵达北美大陆之前原住民即会制作枫糖浆，但是没有确凿的证据证明原住民开始制作枫糖的具体时间。如今仍有许多关于枫糖的传说流传于原住民社会，其中最著名的一个包含了为酋长用枫糖烹饪野味的情节。原住民发展出了围绕制作糖浆、庆祝糖月（春天第一个圆月）的仪式。阿爾岡昆人视枫糖为能量和营养的来源。春天土地开化时，阿爾岡昆人用石器在枫树上划出V形切痕，然后用芦苇或其它凹陷的东西将枫树汁引流到桦树皮制成的水桶，或者将枫树汁暴露在低温下一夜，第二天早上去除表面结晶的水分即得到浓缩的糖浆。制作枫糖漿是北美少数几种不是由欧洲传入的农业生产之一。

### 欧洲殖民者
欧洲殖民者在北美东北部定居的早期从原住民那里学会了如何在春天土地解冻时切开枫树树干收集枫糖汁。法国“皇家宇宙学家”安德勒·特维特在加拿大旅行期间记录了雅克·卡蒂埃饮枫树汁的场景。至1680年，欧洲定居者和皮毛贸易商均开始采集枫树汁。然而与北美原住民方法不同的是，欧洲殖民者采取对枫树伤害更小的方法，即在树干上凿洞而不是切开树干。在17世纪到18世纪之间，北美的食糖需要从西印度群岛进口，所以处理过的枫糖是浓缩糖的重要来源。对枫树汁的采集通常开始于春天土地解冻时。制糖人在枫树干上钻数个洞，然后将木管伸入洞内将枫树汁引流到木桶。木桶通常由大树树干制成，制糖人将树干削成圆锥形，再将其掏空即制成无缝防水的容器。当枫树汁将木桶装满后，制糖人会把这些汁液转移到更大的容器（通常是放在动物拉的雪橇或者马车上以便运输）或者其它更方便的容器裡，然后再将木桶放回洞边继续采集枫树汁。只要枫树汁仍然具有甜味，这种采集就会一直进行下去。土地解冻的时间决定了采集枫树汁季节的长短。如果天气变暖，枫树会比平常更早开始生理活动，从而改变枫糖的口味，这种改变可能是因为枫树汁中氨基酸增加造成的。收集到的枫树汁运回制糖人的基地，然后倒进金属製的大容器以煮到需要的粘度。

### 现代技术

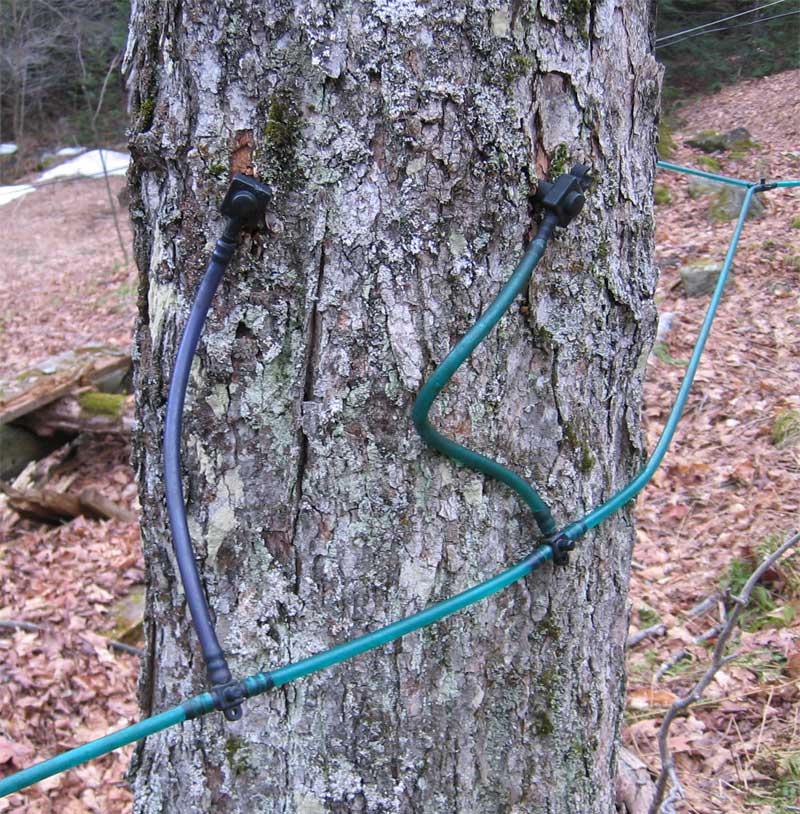
一株枫树上的两根塑料管道

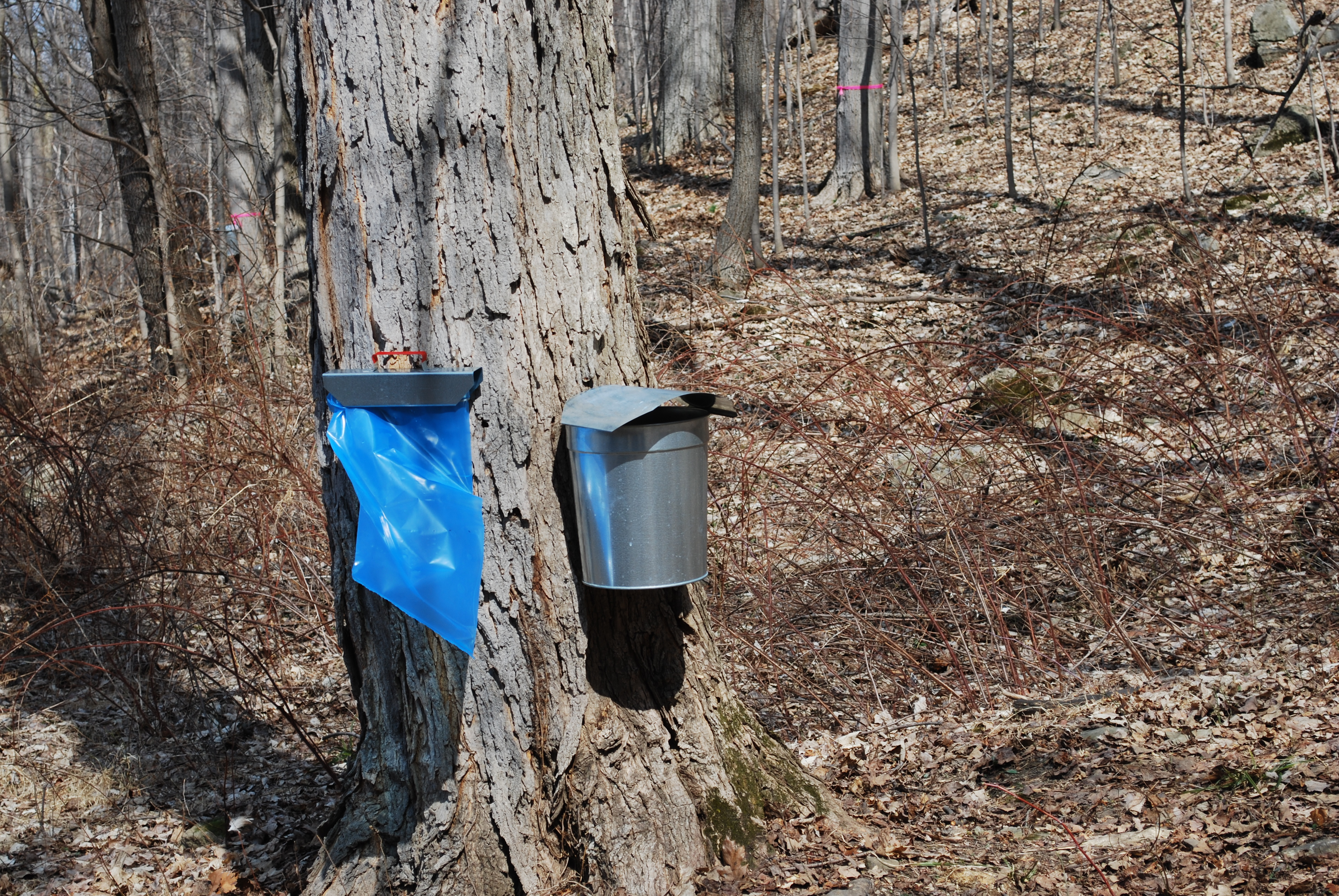
传统的糖浆收集法

在美国内战期间，制糖人开始使用更大的金属平底锅，以取代传统的圆形深底锅。由于前者拥有更大面积供水分蒸发，所以濃縮效率比后者高。在同时期，食糖取代枫糖成为美国最主要的甜味剂，因此枫糖制糖人更加注重对枫糖的营销。第一台用于加热和濃縮枫树汁的设备于1858年被申请专利。1872年，一种新型的带两个蒸發锅的设备被发明，这套设备可以大大减少了蒸發时间。1900年，制造商将锡弯曲后制成平底锅底，这种改造通过提升加热面积而减少蒸發时间。随着其他技术的发明，蒸發效率不断提高。木桶渐渐被塑料桶取代，因此制糖人可以清楚看到桶中已经收集了多少枫树汁。糖浆制造商开始用拖拉机替代雪橇将枫树汁从树林运到蒸發室。部分制糖人用金属管道系统将糖浆引流到一个集中的容器，但这种技术并没有得到广泛应用。对枫树汁加热方式也发生了巨大变化，木材、油气、丙烷及水蒸气都可以用来加热枫树汁。现代过滤技术可以防止糖浆被污染。
20世纪70年代，制糖工艺大幅改进。塑料管道在20世纪早期即被实验证明表现出色，因此枫树汁可以直接从树上直接引流到蒸發室；真空泵用在管道系统中；预加热器可以循环利用废热。在蒸發之前，反向渗透机可以去除枫树汁中的部分水分以提高处理效率。在管道系统、真空泵、过滤技术、预加热器和容器相继被大幅改善后，研究开始转向害虫控制以及提高林地管理效率。
2009年，佛蒙特大学发明了一项新的管道形式，这种管道可以阻止枫树汁回流而避免细菌污染糖浆，且可以阻止枫树上的钻孔愈合。

## 前期处理及生产
枫糖主要产于北美东北部，但是只要在合适的天气条件下，任何有糖枫生长的地方即可生产。糖浆生产农场被称为“糖浆灌木丛”或者“糖浆树林”。制糖者通常选取30－40树齡的糖枫，每棵成年糖枫每天至多可产12升糖汁，每年可生产35到50升汁液，占自身总汁液的7%。在白天，储存在根部的淀粉转化成含糖的树汁沿树干往上传送。晚上由于低温阻止了传送过程，因此制糖人不会晚上采集。部分制糖人选择在秋天采集树汁，但是不如春天普遍。通常可以在同一棵树上采集糖汁到它到100岁。枫树汁在被称作糖屋的地方熬制，这种屋子顶部开有排气孔以供熬制过程中产生的蒸气排出。枫糖的处理过程从殖民地时期即逐渐实现流水线化，但是基本的处理方法仍然坚持传统。收集到的枫树汁需要在不含化学药剂及防腐剂的条件下蒸發以得到纯净的糖浆。一般使用比沸水高4度左右的明火对枫树汁加热，一升糖浆往往需要20到50升的原始糖浆才能制成。蒸發过程可以一次性完成，也可以逐步将树汁倒到更小的容器中以方便对蒸發过程进行控制。蒸發过程需要严格控制以保证合适的含糖量，过火会导致糖结晶，而欠火候会导致含水量过高，糖浆的白利糖度需要保证稳定在66度。接着需要过滤掉糖浆中由钙化合物与糖结成的糖沙。糖沙无毒，但是会影响枫糖的口感。蒸發后的枫糖需要分级并趁热灌装，通常在82摄氏度或更高的温度下装瓶。瓶子被封口后当即被倒转过来，以利用枫糖自身的温度对瓶盖消毒。根据不同的容量和目标市场，糖商会选择不同的材质作为包装，金属、玻璃和涂膜塑料最为常见。如果对糖浆加热更久则可以制成其它的枫糖产品，如枫糖奶酪和枫糖太妃糖。有时候需要在处理过程中对糖浆进行除味。这些味道有不同的来源：蒸發器皿涂料和清洁剂的味道；糖浆存放过久发酵的味道以及枫树萌發带来的味道。

## 贸易
加拿大是世界上最大的枫糖浆生产国，2004年共生产了26,500,000升，占世界总产量的80%。加拿大糖浆绝大部分产自魁北克。据统计，2003年魁北克共有7500家糖浆制造商。2005年由魁北克生产的糖浆总量达24,660,000升，占世界总产量的75%。魁北克有一个供应管理系统控制糖浆的产量，生产者通过魁北克枫糖浆联盟取得各自的生产配额。加拿大每年出口9,400,000升糖浆，价值1亿4千5百万加元。安大略、新斯科舍、新不伦瑞克和爱德华王子岛也有少量的枫糖浆生产。曼尼托巴省和萨斯喀彻温省采用曼尼托巴枫生产糖浆。曼尼托巴枫的产量不及糖枫的一半；曼尼托巴枫糖浆口味与糖枫糖浆略有差异，这是因为曼尼托巴枫糖含糖量较低且糖汁在曼尼托巴枫体内流动更慢。
佛蒙特州是美国境内最大的枫糖浆生产地，2011年共生产了1,140,000加仑。2003年，佛蒙特州生产的糖浆占世界总供应量的5.5%。紧随其后的是纽约州和缅因州，2011年两者各自生产了564,000加仑和360,000加仑。威斯康星、俄亥俄、新罕布什尔、密歇根、宾夕法尼亚、马萨诸塞和康涅狄格均有商业化的枫糖浆生产，但产量均少于120,000加仑。
世界上其它国家有少量枫糖浆产出，其中最多的是韩国和日本。韩国人通常直接使用枫树汁而不制成糖浆。日本是世界上最大的糖浆进口国，2010年加拿大出口的糖浆中10%流向了日本。

## 分级

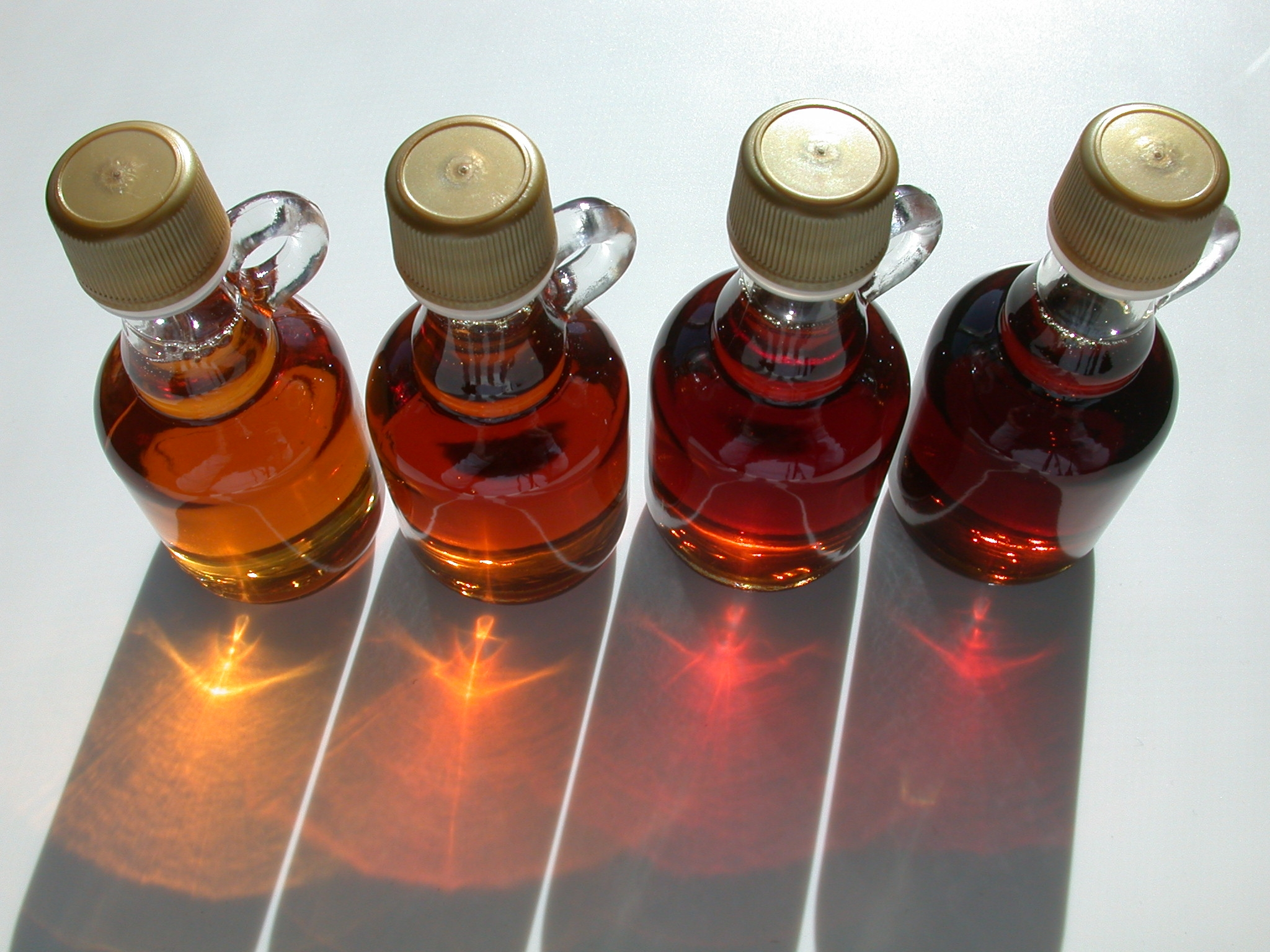
按美国分级方法的四瓶糖浆，从左至右分别为A级淡琥珀色、A级中等琥珀色、A级深琥珀色和B级

加拿大食品监督局将枫糖分为三级，每级又可以根据不同的色泽细分。一级包括极淡、淡和中等色泽三种；二级为琥珀色；三级为深色和其它颜色。安大略和魁北克的生产者亦可以根据各自所在省的省级评级标准进行分级，这两省的标准与联邦标准略有不同。魁北克标准只分为两类，一类包含四种颜色，二类包含五种颜色。如同魁省标准，安省标准也只分为两类，一类包含三种颜色，二类只包含一种颜色——被称为安大略琥珀色。按省级分类法分类的糖浆只能在本省销售。通常一年生产的糖浆中25－30%可以被评为一级，10%被评为二级琥珀色，2%被评为三级深色。
美国评级标准将糖浆粗分为AB两类，A类又可以细分为浅琥珀色、中等琥珀色和深琥珀色。佛蒙特食品及贸易局的评级方法在颜色标准上与联邦评级一致，但是标注时采用“AA”、“A”而不是联邦标准的“A”和“B”。佛蒙特评级标准法对含糖量要求更高，比联邦标准高0.9%并且要求更低的含水量。佛蒙特标准中除AB两级之外还有C级，但这并不是食用标准，而是被称为贸易级。佛蒙特食品及贸易局对糖浆分组执行十分严格，生产商的不当标注行为会导致最高1000美元的罚款。极淡级A级糖浆比B级和更深的糖浆口感更淡，深色糖浆通常用于烹饪或者烘焙，但也有少数特制深色糖浆用于餐桌上直接食用。美国联邦评级体系主要参考糖浆的透明度。A级淡琥珀色要求透明度不低于75%，A级普通琥珀色要求透明度介于60%到74.9%之间，A级深琥珀色要求介于44%到60.4%之间，其余透明度的糖浆被评为B级。

## 营养成分
枫糖的主要成分为蔗糖和水，同时含有少量其它形式的糖分。枫糖中含有少量的苹果酸，使得枫糖的味道略带酸味。枫糖中的矿物质含量相当低，主要为钾和钙；锌和锰的含量虽低，但对于人的营养需求来说仍显得相当可观。枫糖中的氨基酸含量达到可检测到的水平，这可能是晚熟枫糖口感更醇厚的原因。枫糖中亦含有其它挥发性的有机物，如香草醛、乙偶姻和丙醛，这可能是枫糖独特口味的来源。枫糖的卡路里含量和食糖相当，但是相对食糖来说枫糖是锰和锌的良好来源，每13克枫糖含锰和锌分别为0.44和0.55毫克。枫糖含钙量是蜂蜜的10倍而含钠量仅有其1/10。科学家发现枫糖中的天然酚（一种天然抗氧化剂）可能对2型糖尿病有一定效果。在这项研究中共有34项新化合物在纯枫糖中发现，其中5种酚以前从未在自然界中发现过。有一种酚，在楓樹汁中原本不存在、但在枫糖被煮沸加热时可产生，被命名为魁北克酚。

## 仿制及替代品
在美国，除了允许加入少量如盐等物质外，“枫糖浆”必须几乎完全由枫树制成，而含枫糖浆的“枫糖味糖浆”则可以包含其它物质。“烤薄饼糖浆”、“华夫饼糖浆”、“餐桌糖浆”以及类似名字的糖浆均含有比枫糖浆便宜的成分。这些糖浆一般为由葫芦芭内酯调味的高果糖浆，不含任何枫糖且粘度远低于枫糖浆。葫芦巴种子含大量葫芦巴内酯，可用于制作与枫糖味道类似的调味品。这种味道类似枫糖的糖浆价格比枫糖便宜，因此在大萧条时期广受欢迎。美国标签法禁止任何枫糖仿制品其名字包含“枫”的字样。在加拿大，糖浆的白利糖度高于66度才有资格被称作枫糖。在魁北克，枫糖的仿制品被戏称为“电线杆糖”，意为这种糖浆是“由电线杆制成的”。虽然仿制的枫糖浆价格更便宜，但口感明显有“人造”的痕迹。一份“2009年烹饪指南”比较了天然的枫糖浆和仿制品，结果显示所有的天然枫糖浆品牌均比仿制品品牌得分高。

## 文化象征
枫糖是加拿大的国家象征，且在魁北克的象征意味更加浓厚。在旅游商店內，常見販售楓漿，其尺寸從可攜上飛機的100毫升至數公升鐵桶裝均有。枫叶早已作为加拿大国家象征绘制在国旗上。
数个美国的州，包括纽约州和佛蒙特州均把糖枫定为其州树。2001年流通的美国50州25美分纪念币上，佛蒙特选择收集枫树汁的场景印制在硬币背面。
在美国内战期间，废奴主义者将枫糖列入优先于购买序列，高于罐装食糖和糖蜜，因为后两种通常是由南方黑奴生产的。在第二次世界大战期间，由于食糖定量供应，美国北方人使用枫糖代替食糖，印刷的菜谱也鼓励家庭主妇们使用枫糖作为食糖的替代品。